# Austin Wolf
Austin Wolf, właśc. Justin Heath Smith (ur. 3 kwietnia 1981 w Alvarado) − amerykański aktor pornograficzny, model, amatorski kulturysta, wrestler.
Uważany za pioniera w korzystaniu z opartej na subskrypcji platformy OnlyFans do przesyłania materiałów pornograficznych. Szczególną popularność w branży zyskał pod koniec 2010, kiedy to stał się jednym z najczęściej wyszukiwanych gejowskich aktorów pornograficznych na Pornhub. W 2017 znalazł się na liście sześciu ulubionych gejowskich gwiazd porno według portalu internetowego hornet.com. W 2020 zajął piąte miejsce w rankingu „Gejowska gwiazda porno” sporządzonym przez serwis 20minutos.es.
W czerwcu 2024 został aresztowany w Nowym Jorku i oskarżony o dystrybuowanie setek kopii materiałów pedofilskich.

## Wczesne lata
Urodził się w Alvarado w Teksasie. Dorastał w małym miasteczku pod Fort Worth z młodszą siostrą. Jako 17-latek ujawnił swój homoseksualizm przed swoimi przyjaciółmi i rodziną.
Trenował amatorsko kulturystykę i wrestling. Działał w organizacji zapaśniczej Thunders Arena Wrestling. Po kryzysie subprime stracił pracę jako sprzedawca designerskich mebli.

## Kariera
Kiedy miał 20 lat, przeprowadził się do Nowego Jorku, gdzie przez dwa miesiące pracował jako osoba do towarzystwa. W 2012 rozpoczął karierę w studiu pornograficznym dla gejów Randy Blue, z którym współpracował przez trzy lata, zanim od kwietnia 2015 do kwietnia 2019 nakręcił blisko 40 filmów w Falcon Studios i innych wytwórniach, m.in. Hothouse Entertainment, Raging Stallion czy NakedSword. W 2019 podpisał kontrakt na wyłączność z wytwórnią CockyBoys, a w 2023 – ze studiem MEN.

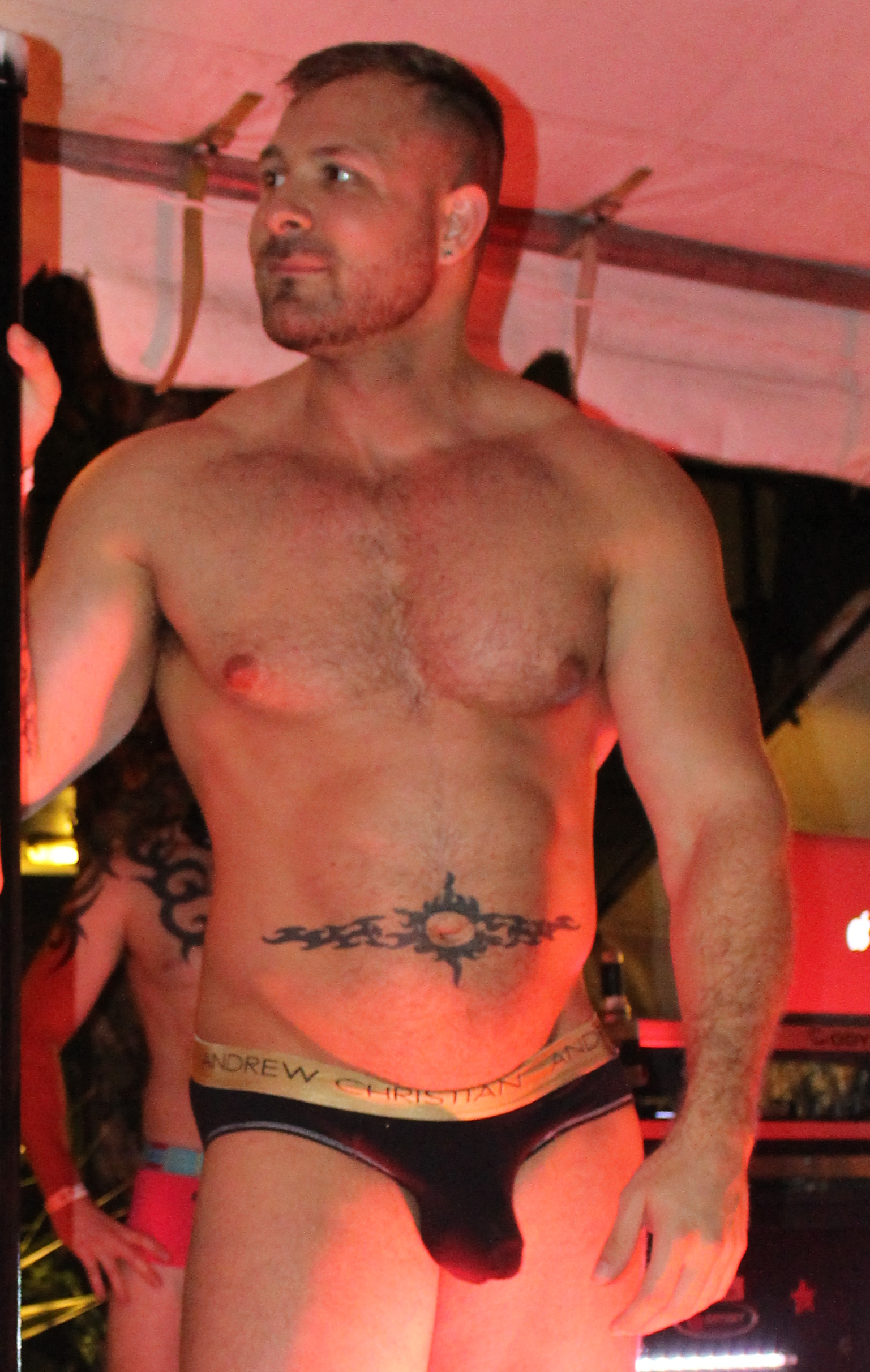
Wolf (2015)

W 2012 gościł na Broadwayu podczas widowiska Broadway Bares XXII: Happy Endings. W 2013 wystąpił w broadwayowskim spektaklu The Big Man.
W 2013 na gali rozdania International Escort Awards (The Hookies) otrzymał nagrodę Rentboy.com dla najlepszego aktywa. W 2014 został uhonorowany nagrodą The Hookie za najlepsze ciało oraz był nominowany do Grabby Award dla najlepszego debiutanta. W 2015 otrzymał nagrodę The Hookie dla najlepszego aktywa. Był wśród nominowanych do Raven’s Eden Award 2019 jako ulubieniec fanów wideo. W 2019 i 2020 był nominowany do XBIZ Award dla gejowskiego wykonawcy roku. W kolejnych latach otrzymał jeszcze kilka nagród fanów GayVN: dla ulubionego aktywa (w 2021), ulubionego dominanta (2022, 2024) oraz ulubionego twórcy (2023, 2024). W 2021 i 2023 otrzymał nagrodę Grabby dla najgorętszego tatusia.
Po aresztowaniu Wolfa w czerwcu 2024 w związku z oskarżeniami o posiadanie i udostępnianie materiałów pedofilskich wytwórnie MEN, CockyBoys, Falcon Studios, NakedSword i Hot House usunęły ze swoich stron internetowych filmy z udziałem Wolfa.

## Problemy z prawem
W październiku 2018 linie lotnicze Delta Air Lines wszczęły śledztwo w związku z podejrzeniem, że uprawiał seks podczas lotu z ich pracownikiem (stewardem).
W czerwcu 2024 został aresztowany w Nowym Jorku i oskarżony o dystrybuowanie setek kopii materiałów pedofilskich. Od 24 do 28 marca 2024 miał anonimowo przesłać poprzez aplikację Telegram ponad 100 nagrań pornograficznych z udziałem dzieci. Policja zabezpieczyła także setki filmów z pornografią dziecięcą, które Smith posiadał w swoim domu na Manhattanie. Smith pozostanie w nowojorskim więzieniu przynajmniej do przesłuchania, które zostało zaplanowane na 28 sierpnia 2024.

## Nagrody
| Rok  | Nagroda                                     | Kategoria                                        | Film                        | Inni wykonawcy |
| ---- | ------------------------------------------- | ------------------------------------------------ | --------------------------- | -------------- |
| 2013 | Rentboy’s Hookie International Escort Award | Najlepszy aktyw                                  | –                           | –              |
| 2014 | Rentboy’s Hookie International Escort Award | Najlepsze ciało                                  | –                           | –              |
| 2015 | Rentboy’s Hookie International Escort Award | Najlepszy aktyw                                  | –                           | –              |
| 2018 | GayVN Award                                 | Najlepsza scena fetysz                           | Skuff: Rough Trade 1 (2016) | Micah Brandt   |
| 2018 | Str8UpGayPorn Award                         | Nagroda fanów – Ulubiony tatuś                   | –                           | –              |
| 2019 | Nagroda portalu Pornhub                     | Najpopularniejszy gejowski wykonawca             | –                           | –              |
| 2020 | StraightUpGayPorn Award                     | Ulubiony twórca treści dla fanów                 | –                           | –              |
| 2020 | GayVN Award                                 | Nagroda fanów: Ulubiony dominujący               | –                           | –              |
| 2020 | Nagroda portalu Pornhub                     | Zaaamn Zaddy! Najlepszy tatusiowy wykonawca      | –                           | –              |
| 2021 | GayVN Award                                 | Nagroda fanów: Ulubiony aktyw                    | –                           | –              |
| 2021 | Grabby Award                                | Najgorętszy tatuś                                | –                           | –              |
| 2022 | GayVN Award                                 | Nagroda fanów: Ulubiony dominant                 | –                           | –              |
| 2023 | Grabby Award                                | Najgorętszy tatuś                                | –                           | –              |
| 2023 | GayVN Award                                 | Nagroda fanów: Ulubiony twórca – gwiazda witryny | –                           | –              |
| 2023 | GayVN Award                                 | Ulubione ciało                                   | –                           | –              |
| 2024 | GayVN Award                                 | Nagroda fanów: Ulubiony dominant                 | –                           | –              |
| 2024 | GayVN Award                                 | Ulubiony twórca gwiazda porno                    | –                           | –              |